# Schlappoltsee
Der Schlappoltsee, in abweichender Schreibweise auch als Schlappoldsee bezeichnet, liegt auf einer Höhe von etwa 1.719 Metern in der Nähe der Schlappold-Alpe in Oberstdorf im Allgäu. Von der Mittelstation der Fellhornbahn ist der See in ca. 15 Minuten zu erreichen. Zur Erhaltung der einmaligen Vielfalt der Fauna ist das Gebiet um den Schlappoltkopf als Teil des Naturschutzgebiets Allgäuer Hochalpen nach § 23 des Bundesnaturschutzgesetzes geschützt.